# Пиштанка (приток Большой Кокшаги)
Пиштанка — река в России, протекает в Санчурском районе Кировской области. Устье реки находится в 184 км по правому берегу реки Большая Кокшага. Длина реки составляет 16 км, площадь водосборного бассейна 72,6 км².
Исток реки находится западнее деревни Тарасово Русское в 15 км к северо-западу от Санчурска. Река течёт на юго-восток, протекает деревни Тарасово Русское, Позиково, Яндукино, Ведерниково. Притоки — Плошка, Едунка (правые). В нижнем течении выходит на обширную заболоченную пойму, по которой петляет Большая Кокшага. Здесь река протекает к северу от крупного села Сметанино и впадает в боковую старицу Большой Кокшаги. Помимо основного русла Пиштанка соединена с Большой Кокшагой мелиоративным каналом.

## Данные водного реестра
По данным государственного водного реестра России относится к Верхневолжскому бассейновому округу, водохозяйственный участок реки — Волга от Чебоксарского гидроузла до города Казань, без рек Свияга и Цивиль, речной подбассейн реки — Волга от впадения Оки до Куйбышевского водохранилища (без бассейна Суры). Речной бассейн реки — (Верхняя) Волга до Куйбышевского водохранилища (без бассейна Оки).
По данным геоинформационной системы водохозяйственного районирования территории РФ, подготовленной Федеральным агентством водных ресурсов:
- Код водного объекта в государственном водном реестре — 08010400712112100000633
- Код по гидрологической изученности (ГИ) — 112100063
- Код бассейна — 08.01.04.007
- Номер тома по ГИ — 12
- Выпуск по ГИ — 1